# 霧の中の風景
『霧の中の風景』（ギリシャ語: Τοπίο στην ομίχλη；英題: Landscape in the Mist）は、1988年制作のギリシャ・フランス・イタリア合作映画である。

## 概要
アテネからドイツへ、会ったことのない父親を探して旅をする幼い姉弟を描いたドラマ。
1988年、第45回ヴェネツィア国際映画祭・銀獅子賞。1989年、第2回ヨーロッパ映画賞・作品賞を受賞。

## あらすじ
アテネの母子家庭に育った12歳の少女ヴーラと、5歳の弟アレクサンドロスは、父親の名前も顔も知らない。父親はドイツにいるという母親の言葉も、大いに疑わしい。それでも、父に一目会うことが唯一の願いである姉弟は、雲が重く垂れこめる冬の日に、金も持たずに国際列車に乗り込んだ。
資本主義の波に翻弄される1970年代のギリシャの世情を背景に、現実と非現実の狭間のような旅路を辿る姉と弟。旅芸人の中古バスやトラックに便乗し、時に過酷な試練を受けても、二人はひたすらにドイツを目指す。だが、姉弟が辿り着いたドイツは、深い霧に覆われていた。

## キャスト
- ヴーラ：タニア・パライオログウ
- アレクサンドロス：ミカリス・ゼーケ
- オレステス：ストラトス・ジョルジョグロウ
- トラック運転手：ヴァシリス・コロヴォス
- 旅の一座の女優：エヴァ・コタマニドゥ

## サウンドトラック
オーボエの音色が印象的なロマン派のサウンドトラックは、エレニ・カラインドロウが作曲した。カラインドロウは、気まぐれな子供たちが、昔のロマンティックな逃避行を強く思い起こさせることから、メンデルスゾーンやフランクの痕跡を含むサウンドトラックを希望したと述べている。そして、ロマンティックでありながら、同時に悲鳴を上げる楽器として、オーボエを選びました。